# Vilhelm Groth-Hansen
Vilhelm Rudolph Groth-Hansen (18. december 1898 i København – 29. marts 1967) var en dansk arkitekt, der primært har tegnet bygninger til sundhedssektoren.
Han blev student 1917 fra Schneekloths Skole, stod i tømrerlære på Teknisk Skole og blev optaget på Kunstakademiet i 1918. 1933 modtog han den lille guldmedalje (for Et Koncerthus). Han var medarbejder hos Kristoffer Varming, Bent Helweg-Møller og hos Harald Gad som konduktør på Ortopædisk Hospital og Diakonissestiftelsen, København.
Han modtog Kunstakademiets stipendium 1933 og Zacharias Jacobsens Legat 1934 og var på studierejser i en række europæiske lande. Han var arkitekt for Kryolith Mine og Handelsselskabet i Grønland 1926-30. Groth-Hansen udstillede på Charlottenborg Forårsudstilling 1933 og Kunstnernes Efterårsudstilling 1934.

## Værker
- Ortopædisk Hospital, Hans Knudsens Plads 5, København (1933-35 samt inventar, ombygget)
- Villa for ØK-direktør C.C. Hansen, nu Ungarns ambassade, Strandvejen 170, Skovshoved (1939, sammen med Harald Gad, præmieret af Gentofte Kommune 1941)
- Funktionærbolig ved Bornholms Amtssygehus i Rønne (1940, sammen med Harald Gad)
- Medicinsk afdeling, samme sted (1943)
- Beboelsesejendom, Strandvejen 170, Hellerup (1941, sammen med Harald Gad, præmieret af Gentofte Kommune)
- Holbæk Centralsygehus (1944-52, sammen med F. Vilh. Olsen og M. Lehn Petersen)
- Næstved Centralsygehus (1959-65)
- Fakse Amtssygehus
- Funktionærboliger for amts- og bysygehuset i Kalundborg
- Funktionærboliger og børnehospital for Kolonien Filadelfia, Dianalund
- Børnesanatorier i Julianehåb og Jakobshavn, Grønland
- Dansk Røde Kors' børnehjem i Godthaab og Egedesminde, Grønland (sammen med O. Himmelstrup)
- Laboratoriebygning for Radiumstationen i København
- Søsterhjemmet Søster Sophies Minde for Diakonissestiftelsen
- Udvidelse af Store Tuborg, Hellerup, for Ensomme Gamles Værn, Strandvejen/Tuborgvej (delvist nedrevet og ombygget 2001)
- Kostskolen Geelsgaard i Virum for Samfundet og Hjemmet for Vanføre
- Bygninger for Kryolith Mine og Handels Selskabet i Ivigtut
- Fabriksbygninger, villaer og møbler